# 建威军节度使
建威军节度使，是五代十国杨吴在今安徽歙州和江西婺源地区设置的一个军镇，治所在婺源（今婺源县清华镇）。辖一都制置院、一州八县。南唐代杨吴后继续沿用该节镇的建制及名称。
建威军节度使，治婺源，辖婺源都制置院、歙州。
- 婺源都制置院，治婺源，辖4县：婺源县、浮梁县、祁门县、德兴县。
- 歙州，治歙县，辖4县：歙县，绩溪县、黟县、休宁县。

据《安徽省志·建置沿革志》，建威军节度使始建于陶雅平汪武之时：吴平汪武，建婺源制置使，立建威军。又据《新唐书》，顺义军使汪武和田頵联合，歙州刺史陶雅进攻钟传，军队经过汪武的驻地，汪武前去迎接拜见，陶雅把汪武抓到了军中。 建威节度使建立时间为天祐三年（906年）  ，而非杨吴大和年间。

## 历任节度使
- 汪武（906年—909年，婺源都制置使）
- 朱瓌（909年—大和年间）
- 万景中（大和年间—937年）
- 汪延昌（937年—昇元年间）
- 刘津（昇元年间—保大年间）
- 高弼（保大年间—？）

## 相关文学作品
- 高越 (南唐)
- 徐铉《送元帅书记高郎中出为婺源建威军使》